# FCW Florida Tag Team Championship
O FCW Florida Tag Team Championship foi um título de wrestling profissional de duplas, que pertenceu a Florida Championship Wrestling, o único território de desenvolvimento da WWE.

## História
| #  | Dupla Lutadores                                                       | Reinados | Data                    | Dias | Local                    | Evento           | Notas |
| -- | --------------------------------------------------------------------- | -------- | ----------------------- | ---- | ------------------------ | ---------------- | --- |
| 01 | Puerto Rican Nightmares (Eddie Colón e Eric Pérez)                    | 1        | 23 de fevereiro de 2008 | 29   | Port Richey, Flórida     | Evento ao vivo   | The Puerto Rican Nightmares derrotaram Steve Lewington e Heath Miller nas finais de um torneio.                                     |
| 02 | Brad Allen e Nic Nemeth                                               | 1        | 23 de março de 2008     | 23   | Port Richey, Flórida     | Evento ao vivo   | [ 1 ] [ 3 ] [ 4 ] |
| 03 | Puerto Rican Nightmares (Eddie Colón e Eric Pérez)                    | 2        | 15 de abril de 2008     | 21   | Port Richey, Flórida     | Evento ao vivo   | The Puerto Rican Nightmares ganharam os títulos por desqualificação, como especificado previamente nas regras da luta.              |
| 04 | The Empire (Drew McIntyre e Stu Sanders)                              | 1        | 6 de maio de 2008       | 72   | Port Richey, Flórida     | Evento ao vivo   | [ 1 ] [ 3 ] [ 4 ] [ 5 ] |
| 05 | Puerto Rican Nightmares (Eddie Colón e Eric Pérez)                    | 3        | 17 de julho de 2008     | 30   | Tampa, Florida           | Evento ao vivo   | [ 1 ] [ 3 ] [ 4 ] |
| 06 | Gavin Spears e Nic Nemeth (2)                                         | 1        | 16 de agosto de 2008    | 26   | New Port Richey, Flórida | Evento ao vivo   | Foi uma Triple Threat match que também envolveu Scotty Goldman e Kafu.                                                              |
| 07 | Heath Miller/Sebastian Slater e Joe Hennig1                           | 1        | 11 de setembro de 2008  | 49   | Tampa, Florida           | Evento ao vivo   | [ 1 ] [ 3 ] [ 4 ] |
| 08 | The New Hart Foundation (D.H. Smith e TJ Wilson)                      | 1        | 30 de outubro de 2008   | 42   | Tampa, Florida           | Evento ao vivo   | [ 1 ] [ 3 ] [ 4 ] [ 5 ] |
| 09 | Johnny Curtis e Tyler Reks                                            | 1        | 11 de dezembro de 2008  | 140  | Tampa, Florida           | Gravações da FCW | [ 1 ] [ 3 ] [ 4 ] [ 5 ] |
| 10 | The Dude Busters (Caylen Croft e Trent Baretta)                       | 1        | 30 de abril de 2009     | 84   | Tampa, Florida           | Gravações da FCW | [ 1 ] [ 3 ] [ 4 ] |
| 11 | Justin Gabriel e Kris Logan                                           | 1        | 23 de julho de 2009     | 0    | Tampa, Florida           | Gravações da FCW | [ 1 ] [ 3 ] [ 4 ] |
| 12 | The Rotundos (Bo Rotundo e Duke Rotundo)                              | 1        | 23 de julho de 2009     | 119  | Tampa, Florida           | Gravações da FCW | [ 1 ] [ 3 ] [ 4 ] |
| 13 | The Dude Busters (Caylen Croft (2), Trent Barreta (2) e Curt Hawkins) | 1        | 19 de novembro de 2009  | 56   | Tampa, Florida           | Gravações da FCW | Hawkins e Croft ganharam os títulos. Podia ser defendido entre quaisquer dois membros pela Regra dos Freebirds.                     |
| 14 | The Fortunate Sons (Joe Hennig (2) e Brett DiBiase)                   | 1        | 14 de janeiro de 2010   | 58   | Tampa, Florida           | Gravações da FCW | Derrotaram Croft e Baretta. |
| 15 | The Usos (Jimmy Uso e Jules/Jey Uso)2                                 | 1        | 13 de março de 2010     | 82   | Crystal River, Flórida   | Evento ao vivo   | [ 1 ] [ 8 ] |
| 16 | Los Aviadores (Epico e Hunico)                                        | 1        | 3 de junho de 2010      | 42   | Tampa, Florida           | Evento ao vivo   | [ 1 ] [ 9 ] |
| 17 | Kaval e Michael McGillicutty (3)                                      | 1        | 15 de julho de 2010     | 1    | Tampa, Florida           | Evento ao vivo   | [ 1 ] [ 10 ] |
| 18 | Los Aviadores (Epico e Hunico)                                        | 2        | 15 de julho de 2010     | 28   | Sebring, Florida         | Evento ao vivo   | [ 1 ] [ 11 ] |
| 19 | Derrick Bateman e Johnny Curtis (2)                                   | 1        | 12 de agosto de 2010    | 84   | Tampa, Florida           | Gravações da FCW | Derrotaram Los Aviadores em uma Triple Threat Tag Team match também envolvendo The Colossal Connection (Brodus Clay e Donny Marlow) |
| 20 | Wes Brisco e Xavier Woods                                             | 1        | 4 de novembro de 2010   | 27   | Tampa, Florida           | Gravações da FCW | [ 1 ] |
| —  | Vago                                                                  | —        | 1 de dezembro de 2010   | —    | Tampa, Florida           | Evento ao vivo   | Woods e Brisco perderam os títulos após Brisco se lesionar.                                                                         |
| 21 | Damien Sandow e Titus O'Neill                                         | 1        | 3 de dezembro de 2010   | 112  | Plant City, Flórida      | Evento ao vivo   | Derrotaram Xavier Woods e Mason Ryan para ganhar os títulos vagos.                                                                  |
| 22 | Richie Steamboat e Seth Rollins                                       | 1        | 25 de março de 2011     | 48   | Miami, Florida           | Evento ao vivo   | [ 13 ] |
| 23 | Patrick Brink                                                         | 1        | 12 de maio de 2011      | 70   | Tampa, Flórida           | Evento ao vivo   | [ 1 ] |
| 24 | CJ Parker e Donnie Marlow                                             | 1        | 21 de julho de 2011     | 105  | Tampa, Flórida           | Evento ao vivo   | [ 1 ] |
| 25 | Brad Maddox e Briley Pierce                                           | 1        | 3 de novembro de 2011   | 91   | Tampa, Flórida           | Evento ao vivo   | [ 1 ] |
| 26 | Bo Rotundo e Husky Harris                                             | 2        | 2 de fevereiro de 2012  | 42   | Tampa, Flórida           | Evento ao vivo   | Eli Cottonwood substituiu Briley Pierce como parceiro de Maddox.                                                                    |
| 27 | Corey Graves e Jake Carter                                            | 1        | 15 de março de 2012     | 93   | Tampa, Flórida           | Evento ao vivo   | [ 1 ] |
| 28 | Leakee e Mike Dalton                                                  | 1        | 15 de junho de 2012     | 28   | Palatka, Flórida         | Evento ao vivo   | [ 14 ] |
| 29 | CJ Parker (2) e Jason Jordan                                          | 1        | 13 de julho de 2012     | 15   | Punta Gorda, Flórida     | Evento ao vivo   | [ 15 ] |
| 30 | Rick Victor e Brad Maddox (2)                                         | 1        | 28 de julho de 2012     | 17   | Melbourne, Flórida       | Evento ao vivo   | Também envolveu The Ascension. |
| —  | Desativado                                                            | —        | 14 de agosto de 2012    | —    | Tampa, Flórida           |                  | Título aposentado quando a FCW se tornou NXT Wrestling.                                                                             |

1O nome de Heath Miller foi mudado para Sebastian Slater durante o reinado.
2O nome de Jules Uso foi mudado para Jey Uso durante o reinado.

## Lista de reinados combinados

### Por dupla
| Posição | Dupla                                                         | # de reinados | Dias combinados |
| ------- | ------------------------------------------------------------- | ------------- | --------------- |
| 1.      | The Rotundos (Bo Rotundo & Duke Rotundo/Husky Harris)         | 2             | 161             |
| 2.      | Johnny Curtis & Tyler Reks                                    | 1             | 140             |
| 3.      | Damien Sandow & Titus O'Neill                                 | 1             | 112             |
| 4.      | CJ Parker & Donnie Marlow                                     | 1             | 105             |
| 5.      | Corey Graves & Jake Carter                                    | 1             | 93              |
| 6.      | Brad Maddox & Briley Pierce                                   | 1             | 91              |
| 7.      | The Dude Busters (Caylen Croft & Trent Barreta)               | 1             | 84              |
| 7.      | Derrick Bateman & Johnny Curtis                               | 1             | 84              |
| 9.      | The Usos (Jimmy Uso & Jules/Jey Uso)                          | 1             | 82              |
| 10.     | The Puerto Rican Nightmares (Eddie Colón & Eric Pérez)        | 3             | 80              |
| 11.     | The Empire (Drew McIntyre & Stu Sanders)                      | 1             | 72              |
| 12.     | Los Aviadores (Epico & Hunico)                                | 2             | 70              |
| 12.     | Calvin Raines & Big E Langston                                | 1             | 70              |
| 14.     | The Fortunate Sons (Joe Hennig & Brett DiBiase)               | 1             | 58              |
| 15.     | The Dude Busters (Caylen Croft, Trent Barreta & Curt Hawkins) | 1             | 56              |
| 16.     | Heath Miller/Sebastian Slater & Joe Hennig                    | 1             | 49              |
| 17.     | Richie Steamboat & Seth Rollins                               | 1             | 48              |
| 18.     | The New Hart Foundation (D.H. Smith & TJ Wilson)              | 1             | 42              |
| 19.     | Leakee & Mike Dalton                                          | 1             | 28              |
| 20.     | Wes Brisco & Xavier Woods                                     | 1             | 27              |
| 21.     | Gavin Spears & Nic Nemeth                                     | 1             | 26              |
| 22.     | Brad Allen & Nic Nemeth                                       | 1             | 23              |
| 23.     | Rick Victor & Brad Maddox                                     | 1             | 17              |
| 24.     | CJ Parker & Jason Jordan                                      | 1             | 15              |
| 25.     | Kaval & Michael McGillicutty                                  | 1             | 1               |
| 26.     | Justin Gabriel & Kris Logan                                   | 1             | 0               |

### Por lutador
| Posição | Lutador                         | # de reinados | Dias combinados |
| ------- | ------------------------------- | ------------- | --------------- |
| 1.      | Johnny Curtis                   | 2             | 224             |
| 2.      | Bo Rotundo                      | 2             | 161             |
| 2.      | Duke Rotundo/Husky Harris       | 2             | 161             |
| 3.      | Tyler Reks                      | 1             | 140             |
| 3.      | Caylen Croft                    | 2             | 140             |
| 3.      | Trent Barreta                   | 2             | 140             |
| 4.      | CJ Parker                       | 2             | 120             |
| 5.      | Damien Sandow                   | 1             | 112             |
| 5.      | Titus O'Neill                   | 1             | 112             |
| 6.      | Brad Maddox                     | 2             | 108             |
| 6.      | Joe Hennig/Michael McGillicutty | 3             | 108             |
| 7.      | Donnie Marlow                   | 1             | 105             |
| 8.      | Corey Graves                    | 1             | 93              |
| 8.      | Jake Carter                     | 1             | 93              |
| 9.      | Briley Pierce                   | 1             | 91              |
| 10.     | Derrick Bateman                 | 1             | 84              |
| 11.     | Jimmy Uso                       | 1             | 82              |
| 11.     | Jules/Jey Uso                   | 1             | 82              |
| 12.     | Eddie Colón                     | 3             | 80              |
| 12.     | Eric Pérez                      | 3             | 80              |
| 13.     | Drew McIntyre                   | 1             | 72              |
| 13.     | Stu Sanders                     | 1             | 72              |
| 14.     | Epico                           | 2             | 70              |
| 14.     | Hunico                          | 2             | 70              |
| 14.     | Calvin Raines                   | 1             | 70              |
| 14.     | Big E Langston                  | 1             | 70              |
| 15.     | Brett DiBiase                   | 1             | 58              |
| 16.     | Curt Hawkins                    | 1             | 56              |
| 17.     | Heath Miller/Sebastian Slater   | 1             | 49              |
| 17.     | Nic Nemeth                      | 2             | 49              |
| 18.     | Richie Steamboat                | 1             | 48              |
| 18.     | Seth Rollins                    | 1             | 48              |
| 19.     | D.H. Smith                      | 1             | 42              |
| 19.     | TJ Wilson                       | 1             | 42              |
| 20.     | Leakee                          | 1             | 28              |
| 20.     | Mike Dalton                     | 1             | 28              |
| 21.     | Xavier Woods                    | 1             | 27              |
| 21.     | Wes Brisco                      | 1             | 27              |
| 22.     | Gavin Spears                    | 1             | 26              |
| 23.     | Brad Allen                      | 1             | 23              |
| 24.     | Rick Victor                     | 1             | 17              |
| 25.     | Jason Jordan                    | 1             | 15              |
| 26.     | Kaval                           | 1             | 1               |
| 27.     | Justin Gabriel                  | 1             | 0               |
| 27.     | Kris Logan                      | 1             | 0               |